# Maurizio Fantoni Minnella
Maurizio Fantoni Minnella (Varese, 16 settembre 1959) è uno scrittore, saggista, critico cinematografico e documentarista italiano.

## Biografia
Negli anni ottanta ha frequentato per lungo tempo i Cineseminari della Cineteca Italiana di Milano diretti da Walter Alberti.
Ha collaborato con numerose testate:  El Universal di Caracas, La Prealpina e La Provincia, collaboratore culturale dei quotidiani Liberazione, e Rinascita della Sinistra, Avvenire (per cui realizza reportage di viaggio), La Stampa. Ha scritto di cinema su Cinecritica (organo ufficiale dello SNCCI),Cinecriticaweb, Cineforum, Il manifesto, Spirali e con la rivista letteraria on line Pickwick.it, pubblicando più di cento articoli letterari. L'approccio critico dell'autore è spesso di rottura, come mostra il saggio (composto per lemmi) Habemus Nanni. Lessico morettiano, edito da Diabasis nel 2015: ricognizione polemica sull'opera del regista romano Nanni Moretti.
Ha curato rassegne di cinema italiano negli Istituti Italiani di Cultura di Marsiglia, Lione, Lisbona, Helsinki, Salonicco, Caracas, Città del Guatemala, Rio de Janeiro, Malta, Haifa, Seoul, Algeri, Beirut, Santiago del Cile, Odessa, Kiev, Praga, New York, Londra; Inoltre ha tenuto conferenze in Ecuador e all'Università di Fez. Attento studioso della realtà umana e urbana della città di Genova, scrisse nel 2003, per Editori Riuniti, Genova dei viaggiatori e dei poeti, lo spleen di una città, poi riedito - in una nuova versione accresciuta - nel 2015 da Odoya con il titolo Genova. Ritratto di una città. Biografo di Don Andrea Gallo, nel 2013 pubblica il volume Io non mi arrendo, trascrizione di una lunga intervista tra l'autore e l'irregolare presbitero genovese. Realizza inoltre, nel 2011, Benvenuti nel ghetto, film documentario ambientato nel quartiere genovese conosciuto appunto come "il ghetto" (nel Seicento fu effettivamente il ghetto ebraico della città), luogo d'elezione delle transessuali genovesi difese da Don Andrea Gallo.
Dal 2009 è presidente dell'associazione culturale FreeZone e inizia un'intensa attività documentaristica girando più di venti documentari. Con FreeZone ha organizzato convegni, curato eventi culturali in varie città e realizzato l'Archivio di Letteratura di Viaggio e l'Archivio del Documentario d'Autore, tra i più completi in Italia.
Ha partecipato a numerose edizioni del Festival internazionale di Poesia di Genova ideato e diretto da Claudio Pozzani e dal 2010 cura la sezione cinematografica del Festival dal nome Poevisioni - Rassegna di cinema, poesia e realtà, che ha visto la partecipazione di autori come Pippo Delbono, Amos Gitai e da ultimo Peter Greenaway., Silvio Soldini, Franco Piavoli, Aurelio Grimaldi, Fredo Valla, Marco Bechis, Mohamed Bakri. Alla poesia ha dedicato inoltre due documentari: Parole spalancate. La città dei poeti (FreeZone, 2015) e Il filo rosso del Caucaso. Voci della poesia georgiana (FreeZone 2015).
Il suo romanzo Il viaggiatore delle catastrofi (Italic Pequod, Ancona 2016), è stato definito "una 'discesa agli inferi' contemporanea e post-ideologica".
Ai suoi film documentari, tra cui Noi, i neri (2017) e Esilio la passione secondo Lucano (2019), è stato dato ampio spazio nelle migliori sale cinematografiche italiane e durante i festival cinematografici che si occupano di documentari.
Il 12 ottobre 2021 è stato nominato Ambasciatore di Genova nel mondo dal Comune di Genova per l'intenso lavoro di promozione culturale fatto per la città di Genova attraverso i suoi libri e i suoi documentari.

## Opere

### Narrativa
- Rappresentazioni di fantasmi, Todariana, Milano, 1980. ISBN 88-7015-078-X
- Il gioco di Elisa, Edizioni Nuove Scritture, Milano, 1983.
- L'era volgare, Marietti Editore, Genova, 1989. ISBN 978-88-211-6221-3
- Il tempo di Rachid. Storie di immigrati, Edizioni della Battaglia, Palermo-Firenze, 2000. ISBN 978-88-87630-03-9
- Danza della mente, Besa edizioni, Nardò, 2004. ISBN 88-497-0209-4
- Il viaggiatore delle catastrofi, Pequod Edizioni, Ancona, 2016. ISBN 978-88-6974-061-9
- Geronimo è pazzo di nuovo, Pequod Edizioni, Ancona, 2017. ISBN 978-88-6974-1265
- Ritmo binario, Castelvecchi Editore, Roma, 2022. ISBN 978-88-3290-969-2
- La virtù oscena, Castelvecchi Editore, Roma, 2023. ISBN 978-88-6944-177-6

### Critica cinematografica
- Wenders Story. L'autore e il mito, Edizioni Falsopiano, Alessandria, 1997. ISBN 978-88-87011-07-4
- La legge del desiderio. Cinema erotico ed erotismo nel cinema, Edizioni Falsopiano, Alessandria, 1998. ISBN 978-88-87011-14-2
- Hispanidad e trasgressione. Il cinema di Pedro Almodóvar, Tarab Edizioni, Firenze, 1998. ISBN 978-88-86675-45-1
- Bad boys: dizionario critico del cinema della ribellione giovanile, B. Mondadori, 2000, ISBN 978-88-424-9808-7.
- Morire di piacere. Il mito del vampiro nel cinema, GS Edizioni, Santhià, 2000. ISBN 978-88-87374-55-1
- Bigas Luna, Gremese, Roma, 2000. ISBN 978-88-8440-004-8
- Labirinto di passioni. Il cinema di Pedro Almodóvar, Besa, Lecce, 2003. ISBN 978-88-497-0129-6
- Non riconciliati. Politica e società nel cinema italiano dal neorealismo ad oggi, UTET, Torino, 2004. ISBN 88-7750-918-X
- Paradise now. Sulle barricate con la macchina da presa, Marsilio Editori, Venezia, 2010. ISBN 978-88-317-0623-0
- Spezzare l'assedio. Il cinema del conflitto israelo-palestinese, Zambon, Francoforte, 2013. ISBN 978-88-87826-90-6
- Habemus Nanni. Lessico Morettiano: architettura di un autore Diabasis Editore, Parma, 2015. ISBN 978-88-8103-796-4
- Film documentario d'autore. Una storia parallela, Odoya, Bologna, 2017. ISBN 978-88-6288-4273
- Il cinema e io. Cronaca di un amore, Giuliano Ladolfi Editore, Borgomanero, 2018. ISBN 978-88-6644-398-8

### Saggistica
- Genova dei viaggiatori e dei poeti, lo spleen di una città, Editori Riuniti, Roma, 2003. ISBN 978-88-359-5275-6
- Varese in movimento. Cinque anni di passione politica e civile, Macchione Editore, Varese, 2006. ISBN 978-88-8340-289-0
- con Andrea Gallo, Io non mi arrendo, Baldini Castoldi Dalai Editore, Milano, 2013. ISBN 978-88-6852-032-8
- Genova. Ritratto di una città, Odoya, Bologna, 2015. rist. 2019 ISBN 978-88-6288-220-0
- La musica che abbiamo attraversato. Un viaggio sentimentale nel Novecento, Editori Riuniti, Roma, 2015. ISBN 978-88-6473-185-8
- Geografie erranti. Taccuini e pensieri di un viaggiatore, Giuliano Ladolfi Editore, Borgomanero, 2017. ISBN 978-88-6644-360-5
- La città che viviamo. Ragionamenti di un esploratore urbano, Giuliano Ladolfi Editore, Borgomanero, 2017 ISBN 978-88-6644-465-7
- Verso Ponente Viaggio nelle periferie della Superba, Mimesis Edizioni, Milano 2021 ISBN 978-88-5757-246-8
- In Praga. Romanzo di una città, Castelvecchi Editore, Roma, 2021 ISBN 978-88-3290-595-3
- Il lato d'ombra Visioni palestinesi, Alpine Studio, Lecco, 2022 ISBN 978-88-5537-046-2
- Destini globali Politica, cultura e società 2001-2023, Castelvecchi Editore, Roma, 2024 ISBN 978-88-6826-946-3

### Traduzioni (con Enza Minnella)
- Alfonso Cortés, 30 poemas de Alfonso, (Amadeus, Montebelluna, 1990)  ISBN 978-88-8661-595-2
- Rubén Darío, Canti di vita e di speranza (Passigli, Firenze) ISBN 978-88-3680-493-1
- Fernando Lleras de La Fuente, Ombra e penombra (Besa Edizioni, Nardò 2001)
- Fernando Lleras de la Fuente, L’ultima morte di Wozzeck (Besa Edizioni, Nardò 2003),
- Pedro Gomez Valderrama, Al di là del regno (Macchione Editore, Varese 2007)
- Driss Chraïbi, La madre della primavera (Macchione Editore, Varese 2008)
- Alejo Carpentier, Visione d’America. Frammenti di una cronaca di viaggi (Ibis, Pavia 2017)
- Pablo Jofré, Alfabeto, Giuliano Ladolfi Editore, Borgomanero, 2017.
- Ernesto Sabato, Resistenza, Castelvecchi, Roma, 2024

## Filmografia

### Lungometraggi documentari
- Caos totale. La marcia perduta di Gaza  (2010)
- Chi ha rubato la Gioconda? Vita allegra di Graziano Ballinari mutandologo (2010)
- Nella Kasbah-Suite d’Algeri la città bianca (2010)
- L’ora dei migranti, resistenza quotidiana a Milano (2010)
- Benvenuti nel ghetto (2011)
- Ribelli della torre faro binario 21 (2012)
- Libertà di Hevi-Una vita per il Kurdistan (2013)
- Parole spalancate. La città dei poeti (2015)
- Noi, i neri (2017)
- Formiche Rosse (2018)
- Esilio - La passione secondo Lucano (2019)
- Libri di sabbia (2019)

#### Quadrilogia palestinese
- Gaza a cielo aperto (2011)
- Tonight on Jenin (2011)
- Ad est di Gerusalemme (2011)
- Il lato d’ombra. Storie di Palestinesi d’Israele (2011)

### Mediometraggi documentari
- Hebron (2011)
- Scuola di gomma (2011)
- Visioni di Bailor (2011)
- Morte per acqua. Immigrant Song Hotel (2011)
- Case che resistono (2012)
- L’anello del fiume (2012)
- I libri salvati (2012)
- Dietro le mura di Diyarbakir (2012)
- Il cuore di mia madre. Taccuino siciliano (2015)
- Il filo rosso del Caucaso. Voci della poesia georgiana (2015)
- Fantasmi cileni. Frammenti di un golpe lontano (2019)

### Cortometraggi documentari
- Muro contro muro (2011)
- Stormy weather in Jaffa (2011)
- Deserts (2011)
- Dissonanze (2011)
- No future for Qalqilia (2011)
- Eden perduto (2012)
- Davanti a Pinelli - Un requiem per gli anni Settanta (2013)
- Proprietà Pirata (2017)